# (944) Hidalgo
 For alternative betydninger, se Hidalgo. (Se også artikler, som begynder med Hidalgo)
(944) Hidalgo (oprindeligt midlertidigt navn: 1920 HZ) er en mørk småplanet med en diameter på ca. 50 km, der befinder sig i det ydre solsystem. Objektet blev opdaget den 31. oktober 1920 af Walter Baade.
944 Hidalgo er den tidligst opdagede af kentaur-asteroiderne, en samling af asteorider i omløb med den halve storakse mellem Jupiter og Saturn.
944 Hidalgo er opkaldt efter den mexikanske revolutionshelt Miguel Hidalgo.